# Antemasque
Antemasque (estilizado como ANTEMASQUE) é uma banda americana de rock formada em 2014 pelos antigos membros do At the Drive-In e The Mars Volta, Omar Rodríguez-López e Cedric Bixler-Zavala.  O primeiro álbum conta com participações de Flea do Red Hot Chili Peppers no baixo e Dave Elitch na bateria. Tanto Flea quanto Elitch já haviam tocado com The Mars Volta. Apesar de inicialmente afirmarem o contrário, Flea não é um membro do grupo, apenas tocou no primeiro álbum e permitiu que a banda usasse seu estúdio para gravar.

## História
Em 9 de abril de 2014 o projeto foi anunciado e eles lançaram o primeiro single "4AM" no mesmo dia. No dia seguinte a banda lançou a segunda música, "Hangin in the Lurch", em sua página no bandcamp que foi descrita como uma mistura de rock progressivo e punk rock. A descrição das músicas lançadas mencionam que em breve será lançado um álbum auto-intitulado. O terceiro single, "People Forget" foi lançado em 11 de abril de 2014. E no dia 15 a banda lançou o quarto single, "Drown All Your Witches".
O disco auto-intitulado foi lançado em 10 de novembro de 2014.

## Discografia
Álbuns de estúdio
- Antemasque (2014)
- Saddle on the Atom Bomb (2016)